# Israel Regardie
Francis Israel Regudy nació en Londres (Inglaterra) el 17 de noviembre de 1907 y murió en Sedona (Arizona, Estados Unidos) el 10 de marzo de 1985. Llegó a los Estados Unidos el 11 de agosto de 1921 y estudió en escuelas de arte tanto en Washington D. C. como en Filadelfia.
Regresó a Europa en 1928 bajo la invitación de Aleister Crowley, trabajó como su secretario en París y estudió ocultismo con él. Regardie regresó a Londres como secretario de Thomas Burke (1932-1934), y durante ese tiempo escribió A Garden of Pomegranates y The Tree of Life (El árbol de la vida). 
En 1934 fue invitado a unirse a la «Orden del Amanecer Dorado» (Golden Dawn) y la «Estrella Matutina» (Stella Matutina). Durante este tiempo escribió The Middle Pillar (El Pilar del medio) y The Art of True Healing al mismo tiempo escribiendo el trabajo básico para The Philosopher's Stone (La Piedra Filosofal).
A su regreso a los Estados Unidos en 1937, rompiendo la promesa hecha de nunca revelar los documentos secretos del Amanecer Dorado, publicó el libro The Magical System of the Golden Dawn en cuatro tomos, hecho que le ganó la enemistad de muchos de sus miembros. Estudió Quiropráctica en Nueva York, graduándose en 1941, sirvió con el ejército entre 1942 y 1945, y se mudó a Los Ángeles, donde abrió una clínica quiropráctica y enseñó Psicología. Su entrenamiento encompasaba métodos de Sigmund Freud, Carl Gustav Jung y Wilhelm Reich. Al retirarse en 1981 se mudó a Sedona.

## Historia Mágica
Israel Regardie publicó sus dos libros, Un Jardín de Granadas y El Árbol de la Vida. El primer libro contiene los estudios Qabalisticos de Regardie y el segundo está basado en sus propias investigaciones obtenidas de diversas fuentes. Es considerado como uno de los más importantes y entendibles textos sobre Magia Práctica jamás escritos. 
Entre 1936 y 1937, Regardie escribió La Piedra Filosofal, un libro de alquimia desde la perspectiva Jungiana, al mismo tiempo que no creía en la validez de la alquimia de laboratorio. 
En 1938 publicó El Pilar Medio, en el que daba paso a paso detalles de cómo realizar ejercicios prácticos de la Magia Ceremonial del Amanecer Dorado. En el mismo libro, Regardie compara estas técnicas con los métodos e hipótesis del psicoanálisis. Por un tiempo Regardie estudio el misticismo cristiano en su obra El Romance de las Metafísicas.

## Obras literarias
1. Un Jardín de Granadas
2. El Árbol de la Vida
3. EL Pilar del Medio
4. El Amanecer Dorado (4 volúmenes)
5. La Piedra Filosofal
6. El Romance de las Metafísicas
7. El Arte y Significado de la Magia
8. Rueda lejos la piedra
9. Doce pasos para la Iluminación Espiritual
10. Guía práctica para la Adivinación Geomántica
11. Como Hacer y Usar Talismanes
12. El arte de la verdadera curación
13. Fundamentos de la Magia Práctica
14. Magia Ceremonial
15. Guía a la Relajación del Hombre Flojo
16. El Sistema Completo de Magia del Amanecer Dorado

- Datos: Q980338